# Taghzout, Bouïra
Taghzout là một đô thị thuộc tỉnh Bouira, Algérie. Dân số thời điểm năm 2002 là 11.94 người.